# Bandungrejo (Ngablak)
Bandungrejo is een bestuurslaag in het regentschap Magelang van de provincie Midden-Java, Indonesië. Bandungrejo telt 3191 inwoners (volkstelling 2010).